# Jan Kaja (artysta)
Jan Kaja (ur. w 1957 w Bydgoszczy) – polski malarz, grafik, fotograf.

## Życiorys
W 1977 roku ukończył PLSP w Bydgoszczy. W latach 1987–1992 studiował teologię w Prymasowskim Instytucie Kultury Chrześcijańskiej w Bydgoszczy. Absolutorium uzyskał w 1993 roku.

## Twórczość
Od 1979 roku – wspólnie z Jackiem Solińskim – prowadzi Galerię Autorską. Na początku lat 80. realizował projekty konceptualne (plakaty-odezwy). Zajmuje się malarstwem, rysunkiem, fotografią oraz działalnością wydawniczą. Jest autorem kilkudziesięciu wystaw indywidualnych. Uczestniczył w wielu wystawach zbiorowych.
Razem z Jackiem Solińskim prowadzi wydawnictwo Galerii Autorskiej. Nakładem tej oficyny ukazało się ponad 150 publikacji (katalogów do wystaw, unikatowych książek autorskich, tekstów krytycznych, esejów, tomików poezji, prozy, książek filozoficznych i albumów monograficznych). Dokumentacja działalności Galerii Autorskiej i dokonania jej twórców eksponowane były w różnych ośrodkach kraju, m.in. w Bydgoszczy, Lublinie, Warszawie, Krakowie, Gdańsku, Sopocie, Toruniu, Wrocławiu, Łodzi, oraz za granicą w: Rzymie, Paryżu, Tokio, Edynburgu (trzykrotnie: 2015,2016,2017), Pradze, Beroun i Krakovcu.

### Cykle malarskie (wybór)
- Postacie ezoteryczne
- Bramy
- Droga Krzyżowa
- Boże narodzenie
- Ludzie aniołowie.

### Przykładowe prace (malarstwo)

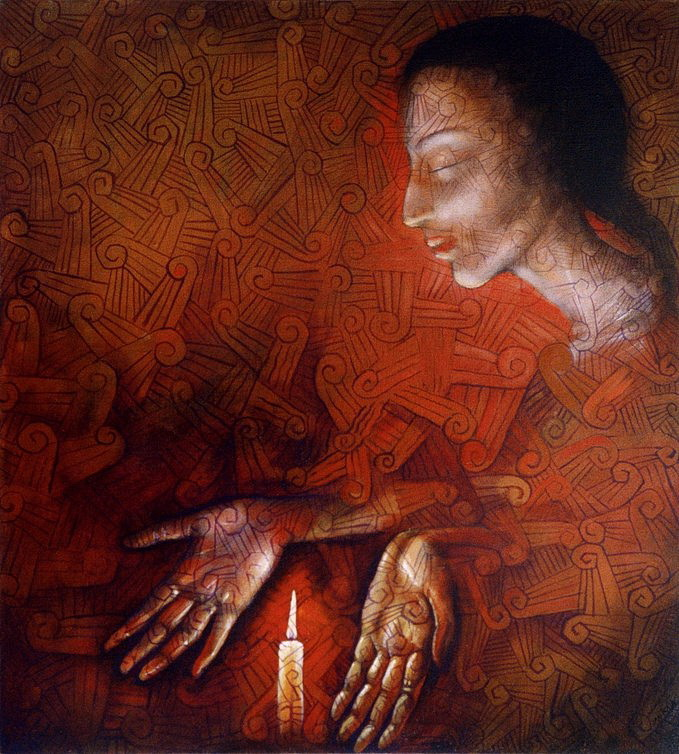
„Cicha Noc” akryl, płótno 73x81 (1993)
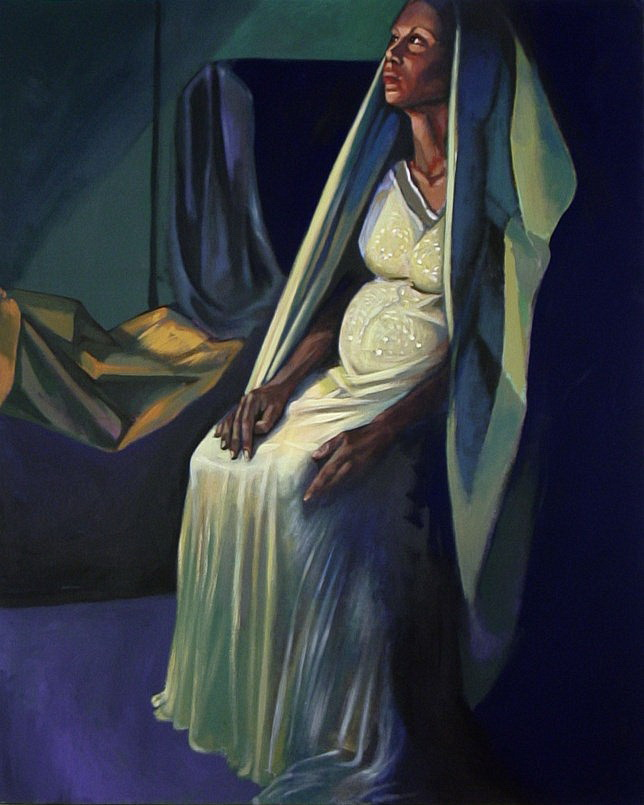
„Oczekiwanie” akryl, płótno 80x100 (2008)
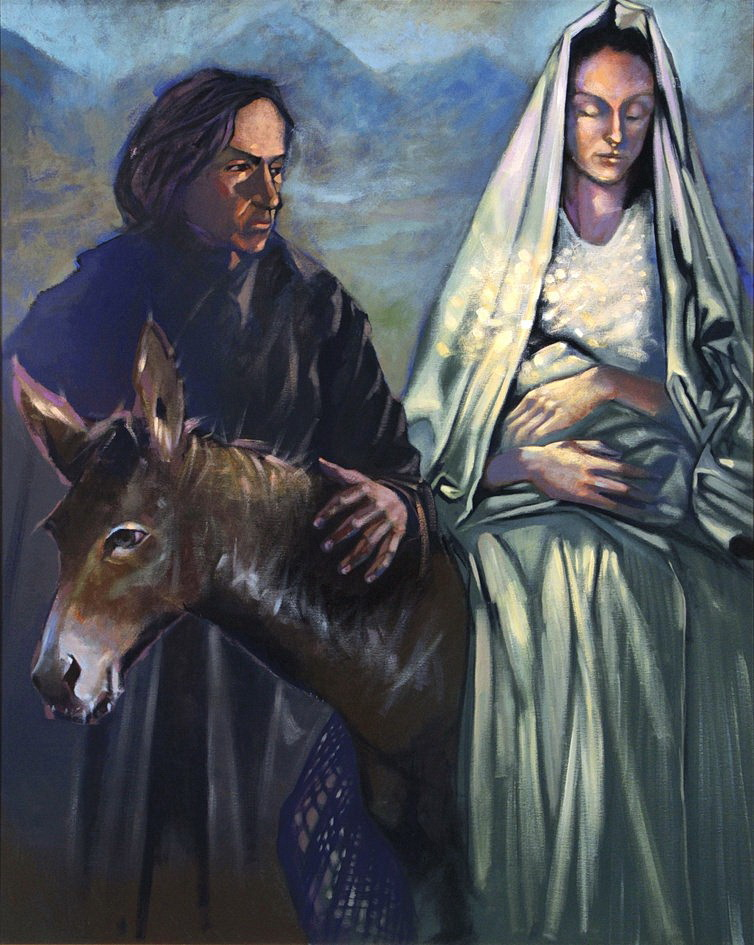
„W drodze” akryl, płótno 80x100 (2008)
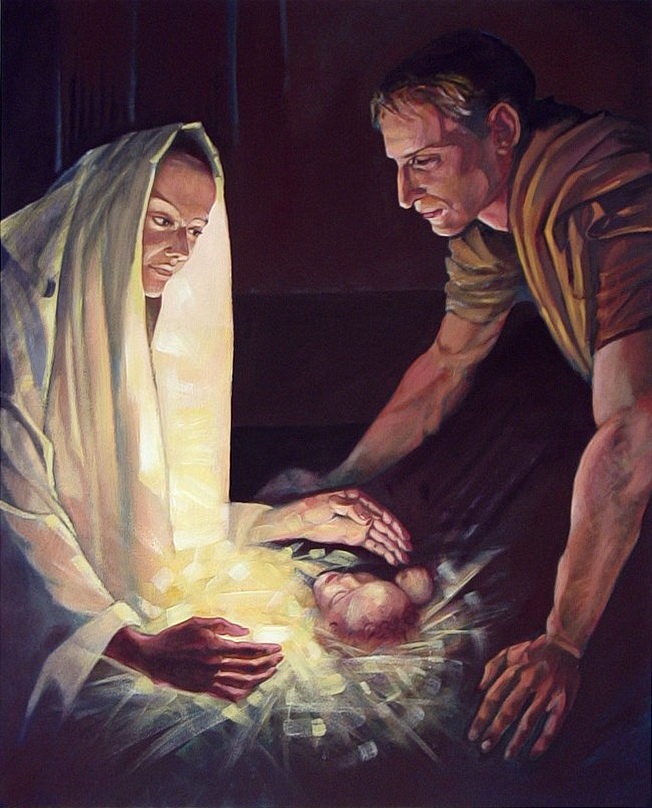
„Boże Narodzenie” akryl, płótno 80x100 (2008)
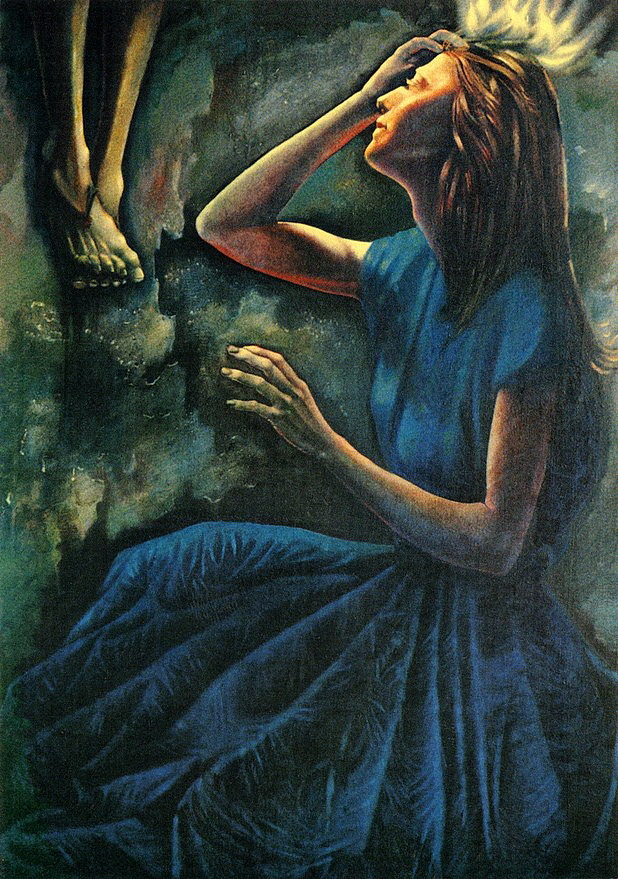
„Magdalena” olej, płótno 101x125 (1991)
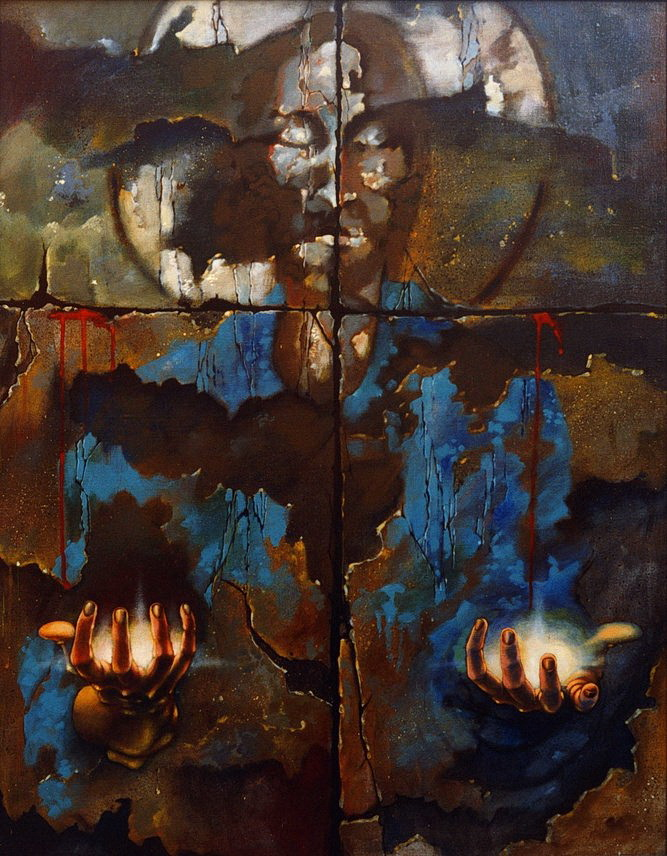
„Przeistoczenie” akryl, płótno 73x100 (1991)
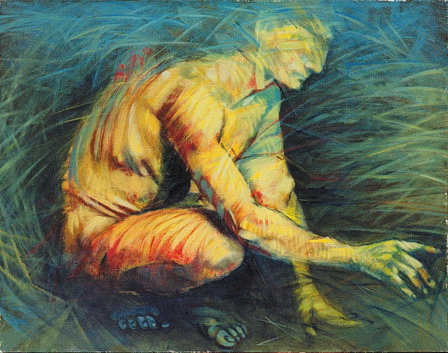
„Człowiek jest jak trawa” akryl, płótno 90x70 (1998)
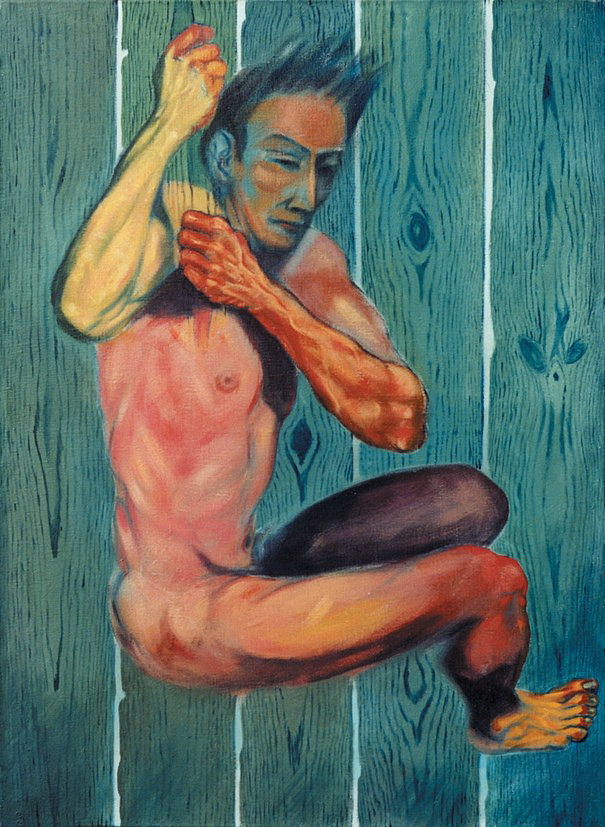
„Dzwonnik” akryl, płótno 73x100 (2000)
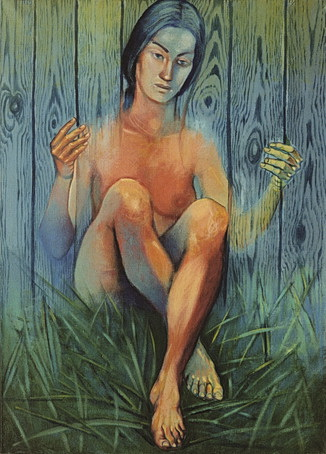
„Chwile później” akryl płótno 73x100 (2001)
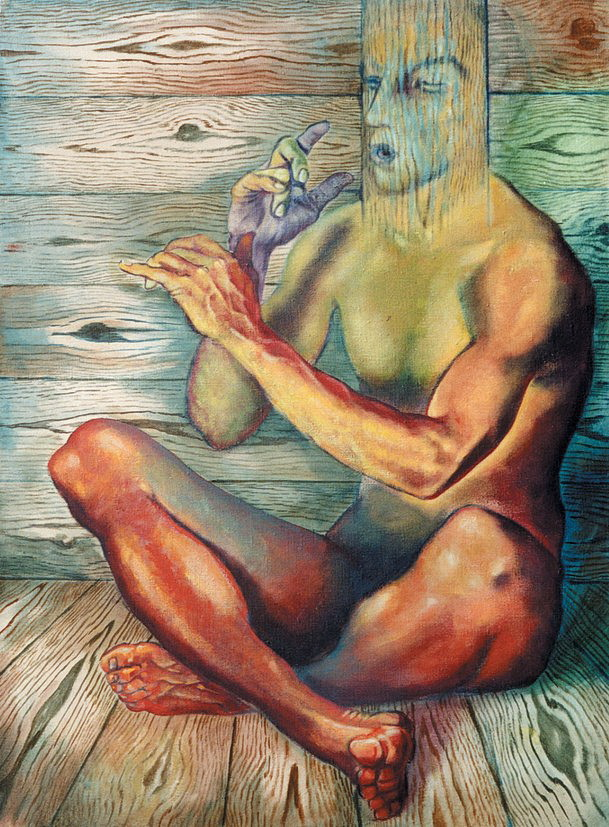
„Koncert” akryl, płótno 73x100 (2000)
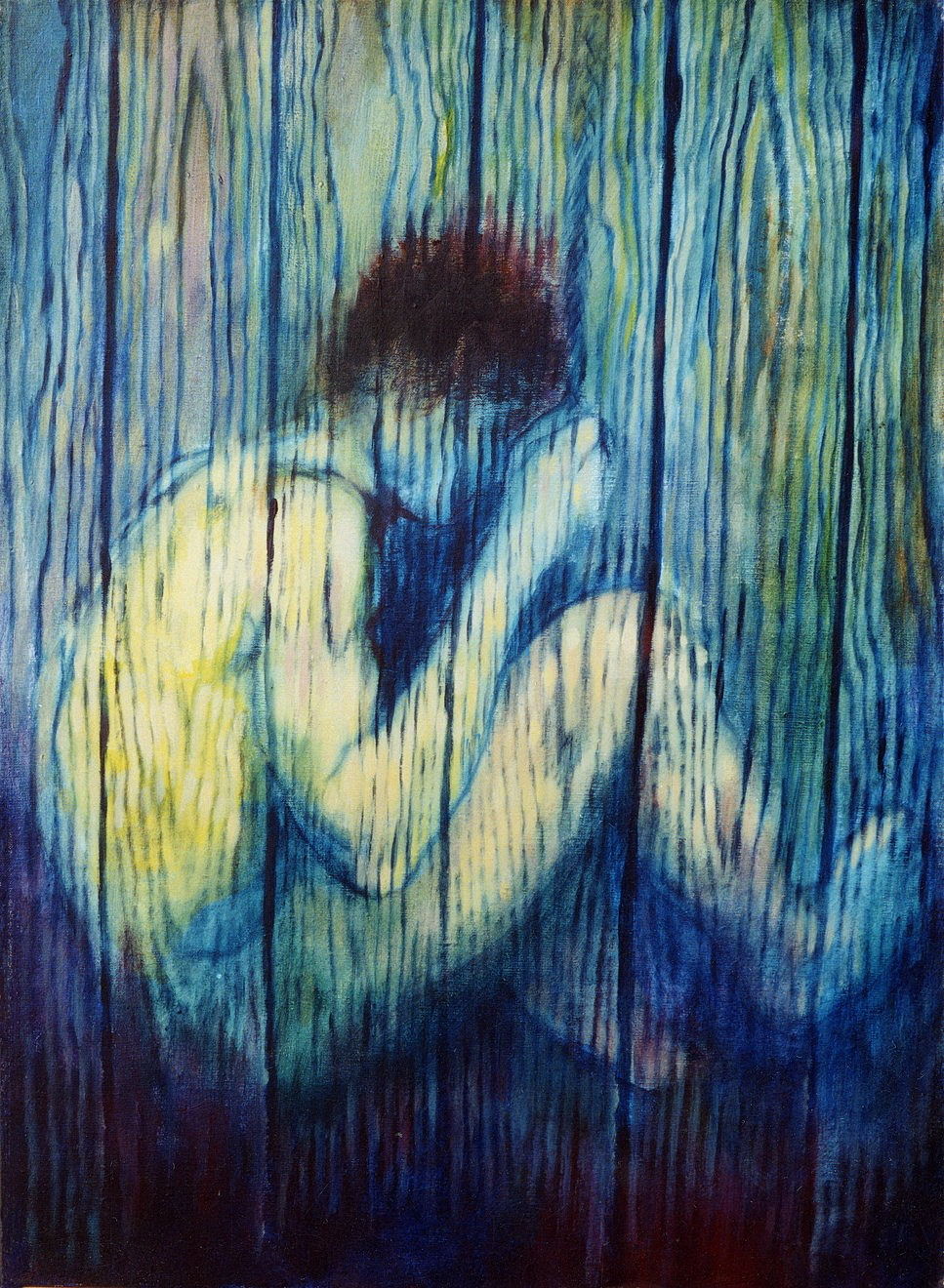
„Za bramą” akryl, płótno 73x100 (2000)
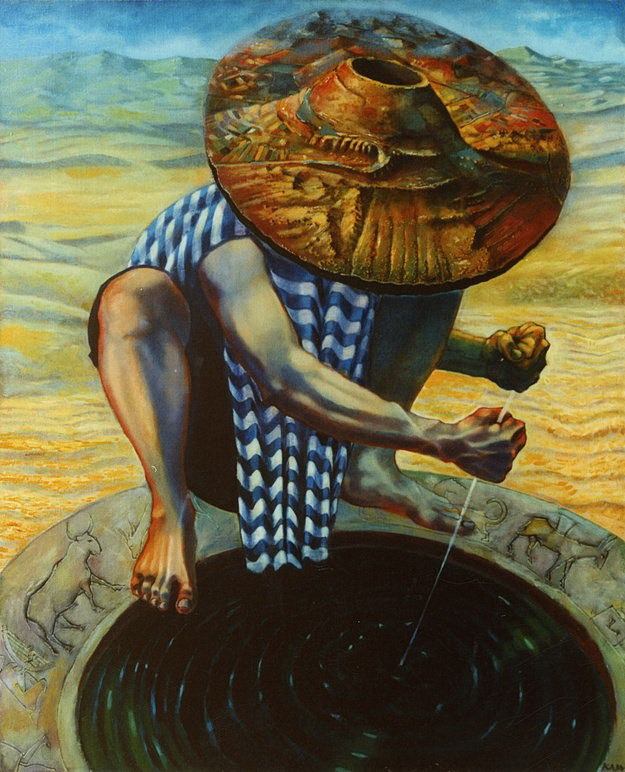
„W głębi” akryl, płótno 80x100 (1998)
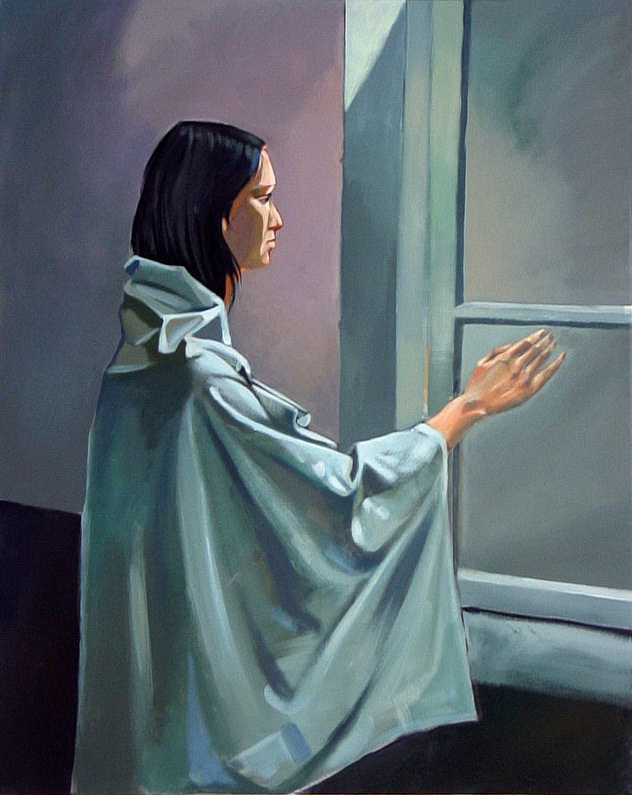
„Tak” akryl, płótno 80x100 (2008)
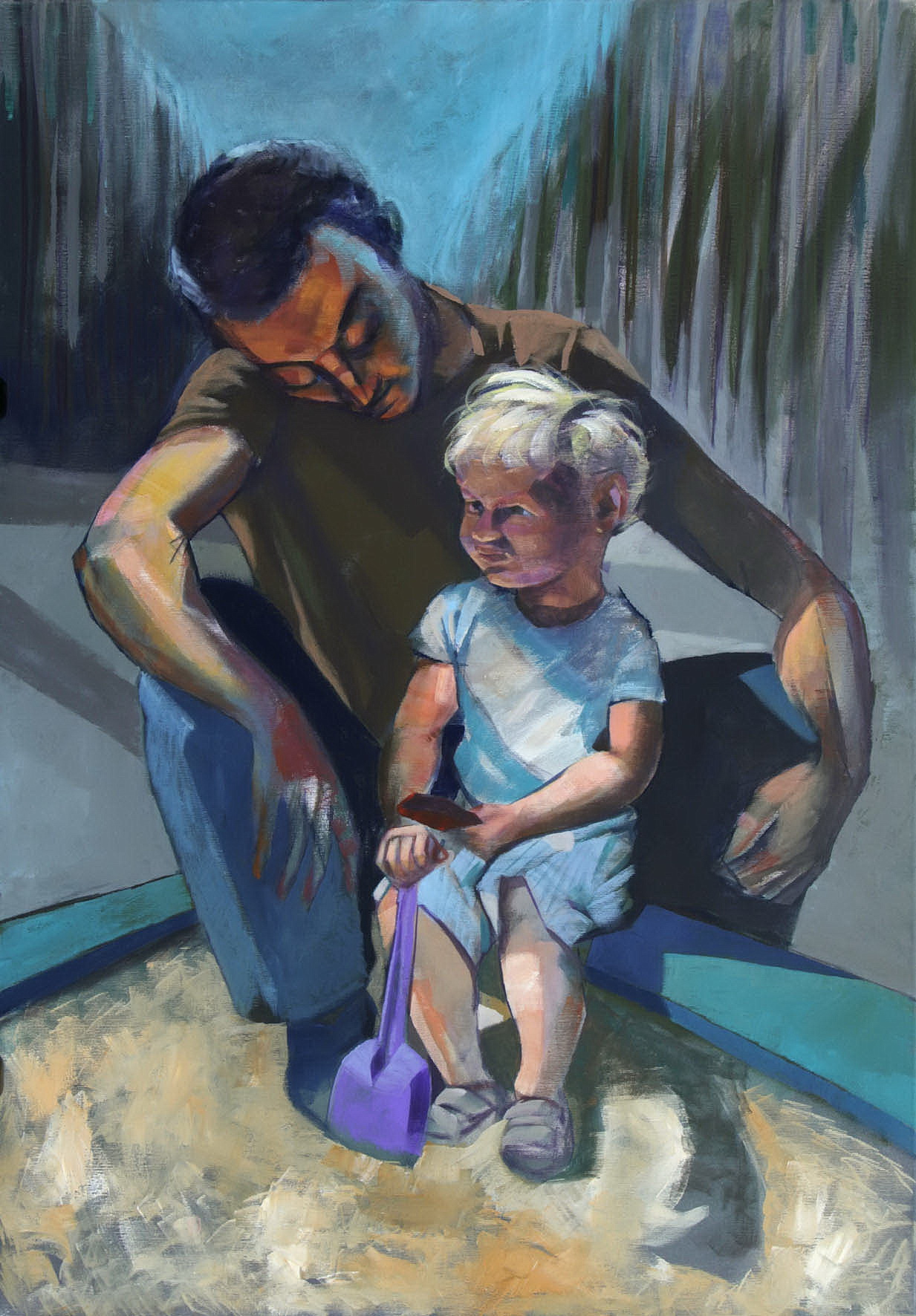
„Mały świat” akryl, płótno 73x100 (2011)
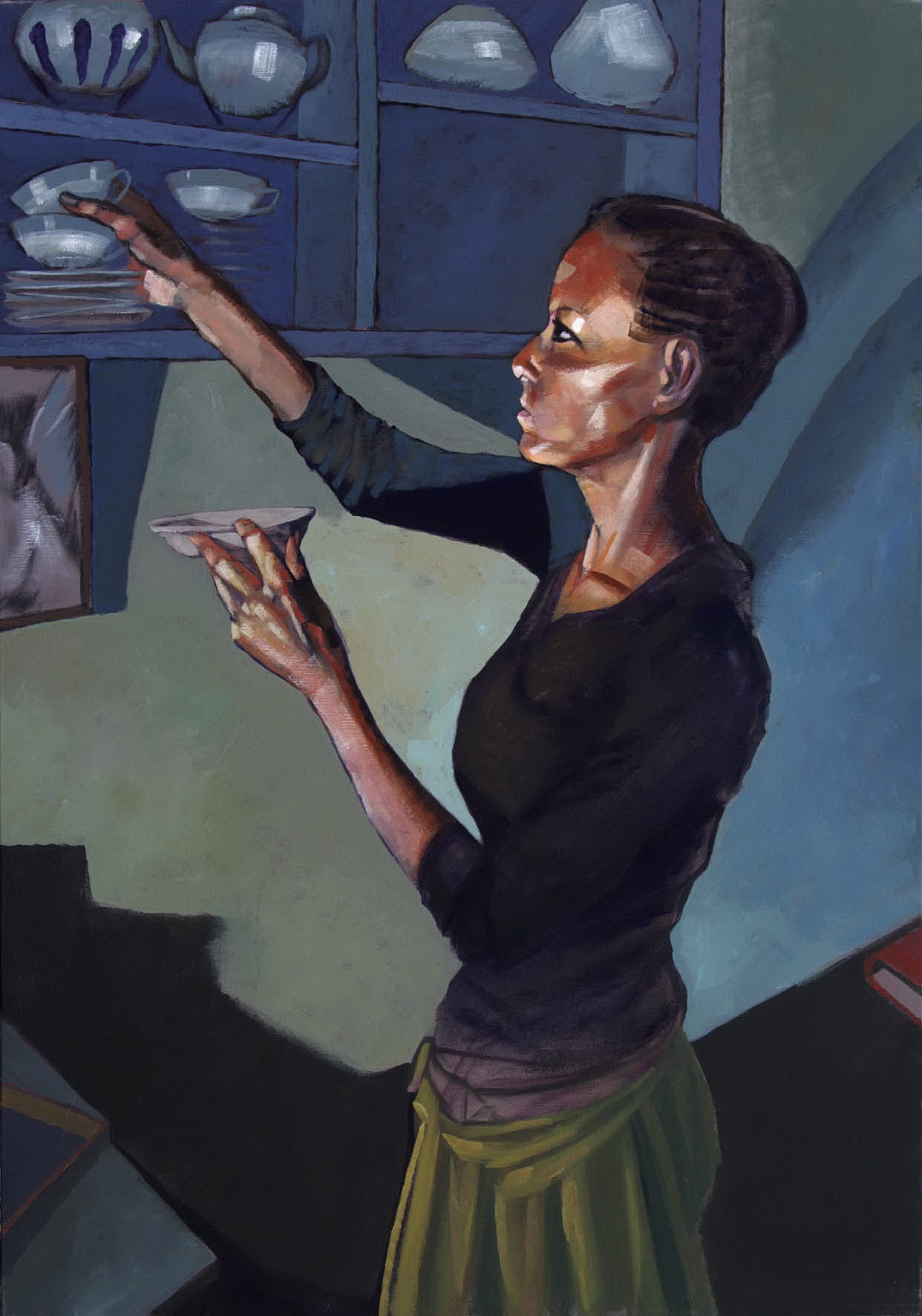
„Naczynia” akryl, płótno 73x100 (2011)
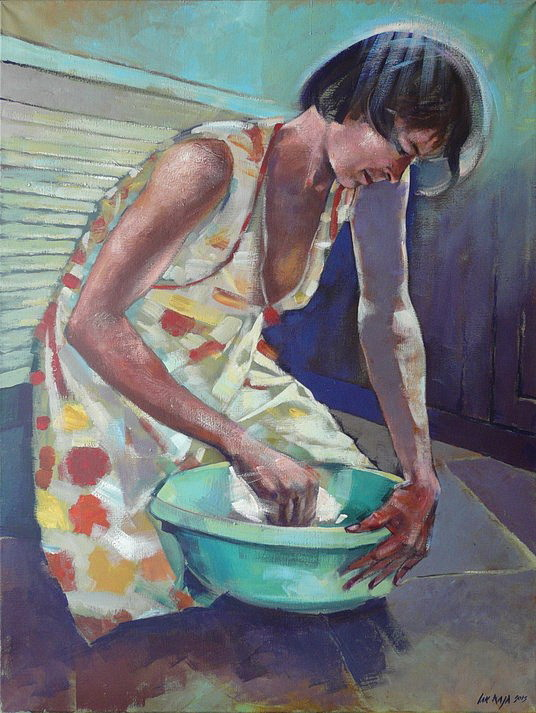
„Przygotowywanie” akryl, płótno 70x90 (2013)
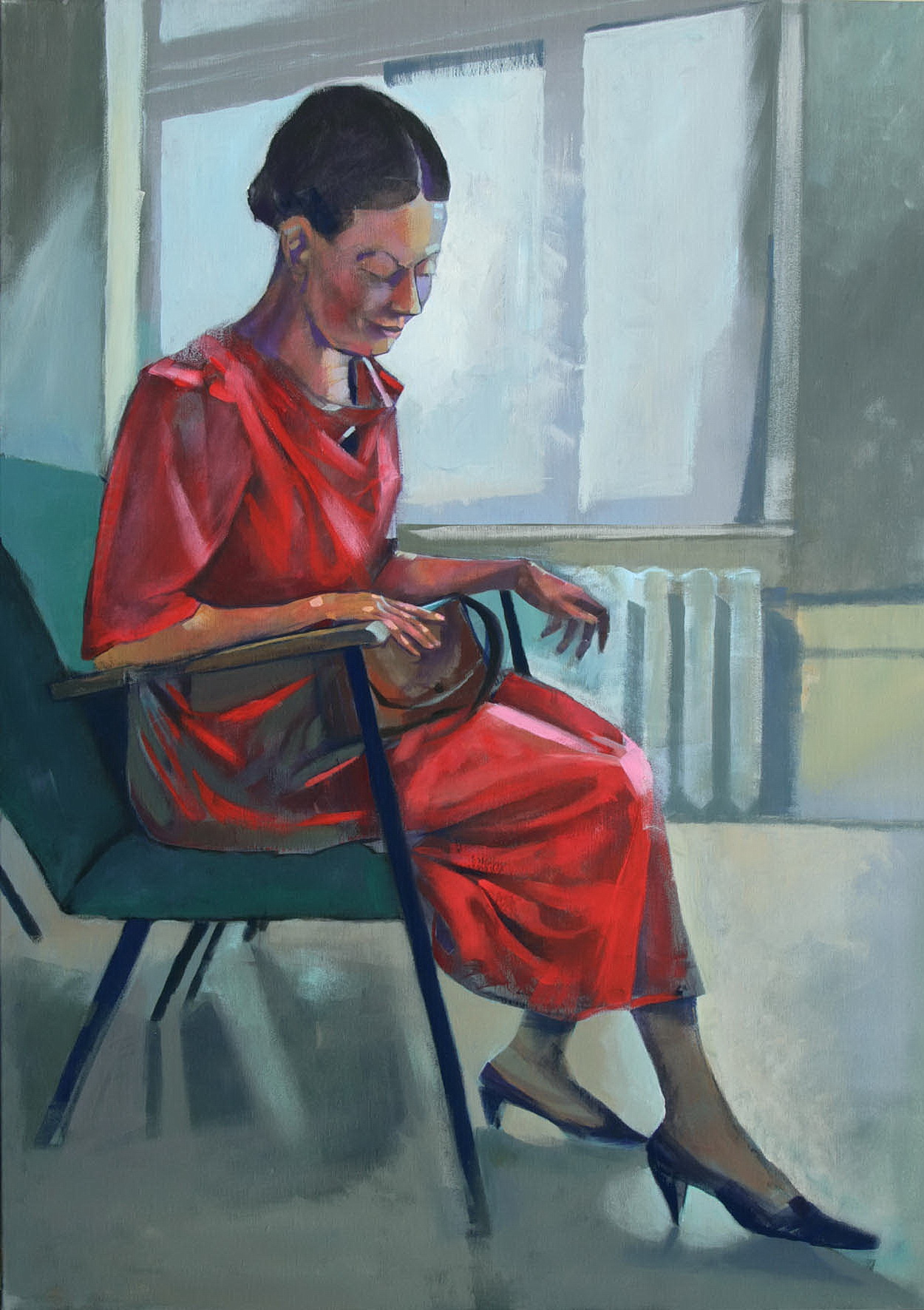
„Poczekalnia” akryl, płótno 73x100 (2011)
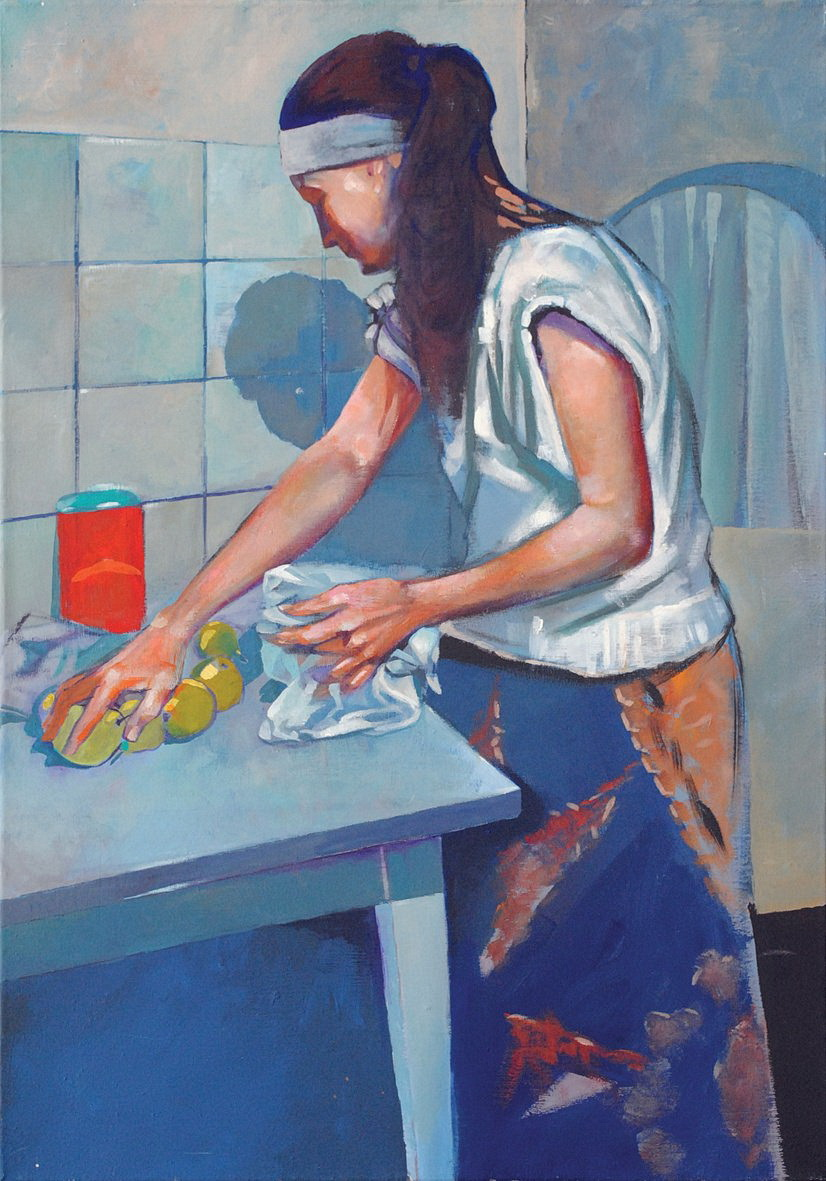
„Jesienne popołudnie” akryl, płótno 63x90 (2012)

## Wyróżnienia i nagrody
Otrzymał m.in. Stypendium Ministerstwa Kultury i Sztuki (1990), Stypendium Artystyczne Prezydenta Miasta Bydgoszczy (1998), Nagrodę Kogi Gdańskiej (1984), Nagrodę Faktów (1988), Nagroda na Biennale Sztuki Sakralnej w Katowicach (1993), Medal za Twórczy Wkład w Kulturę Chrześcijańską (2002), Medal Prezydenta Miasta za szczególne zasługi dla Bydgoszczy (2004), Bydgoską Nagrodę Strzała Łuczniczki za wydanie Książki Roku (2005, 2007 i 2009) oraz Nagrodę Ryszarda Milczewskiego-Bruno Gaśnica terenowa (2007). W 2015 roku J. Kaja został odznaczony honorową odznaką „Zasłużony dla Kultury Polskiej", w 2018 roku Medalem 100-lecia Odzyskania Niepodległości, w 2019 roku otrzymał Brązowy Medal „Zasłużony Kulturze Gloria Artis”, w 2021 roku nagrodę „Honorowy Świadek Koronny Polskiej Kultury”, w 2023 roku Medal Kazimierza Wielkiego.